# Moore und Wälder im Hochsolling
Die Moore und Wälder im Hochsolling sind ein Naturschutzgebiet im gemeindefreien Gebiet Solling im niedersächsischen Landkreis Northeim.

## Lage

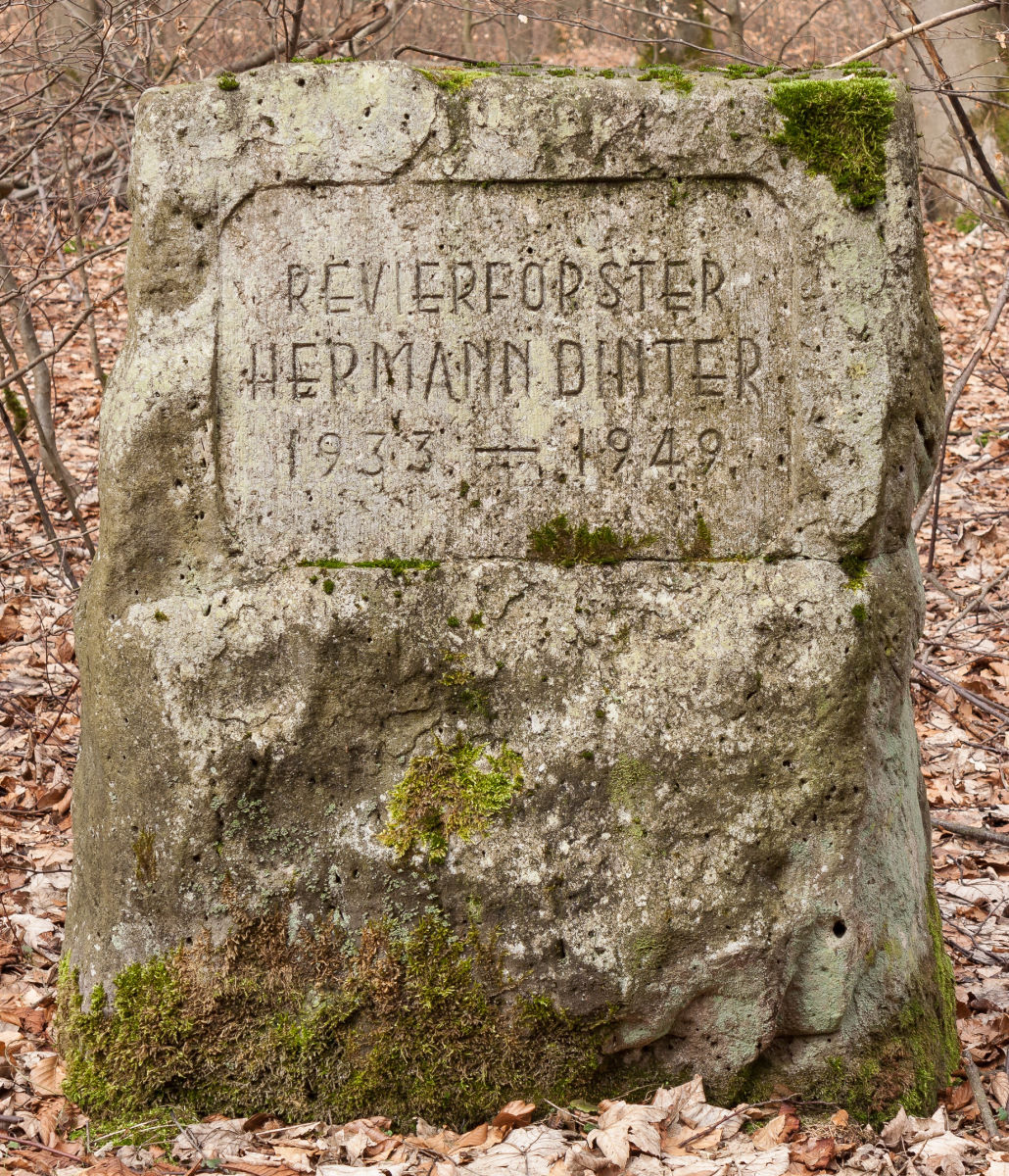
Dinter-Denkstein

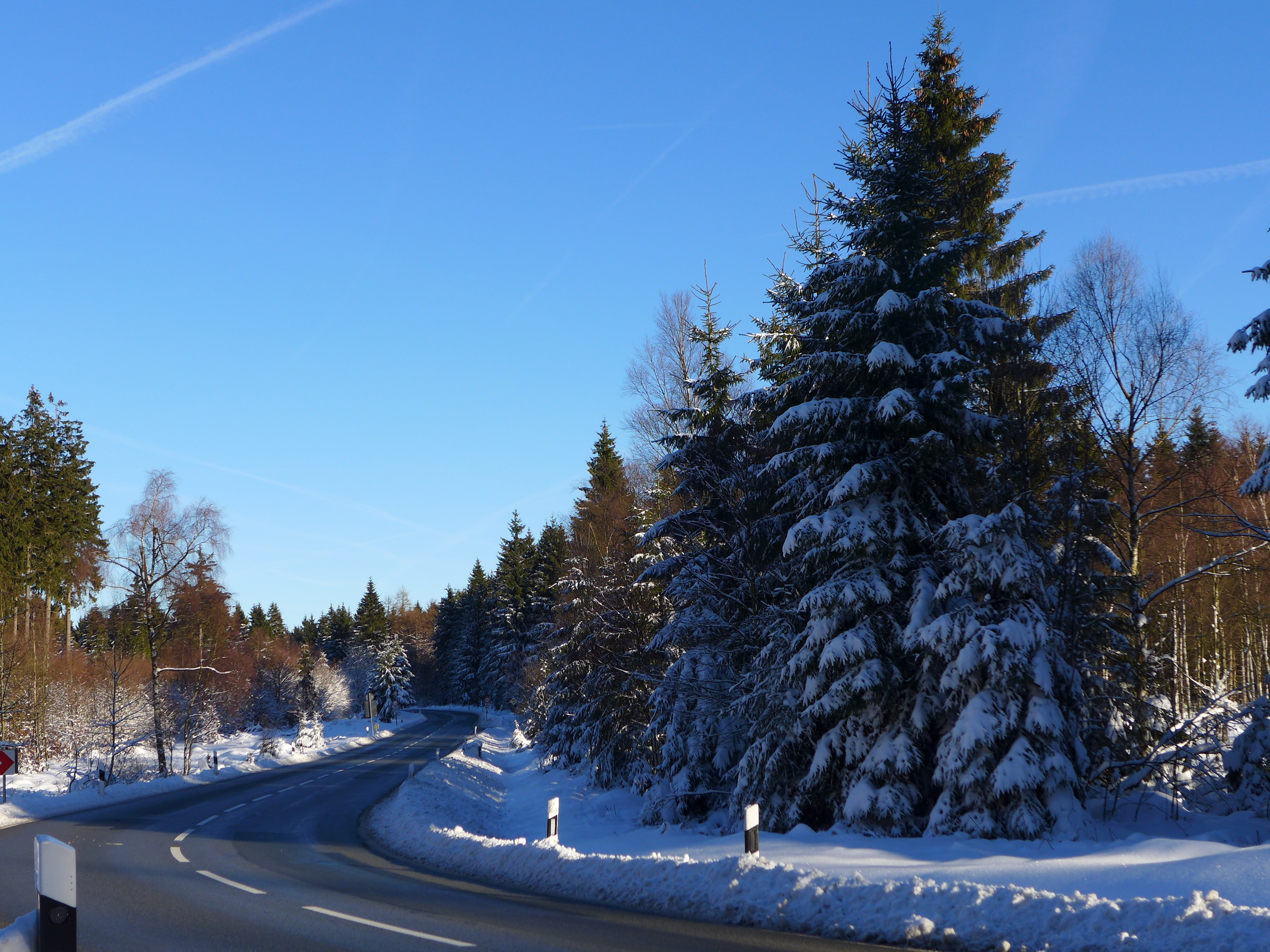
An der Landstraße 549 südlich des Dasseler Mittelberges: rechts das Naturschutzgebiet „Moore und Wälder im Hochsolling“, links und rechts das FFH-Gebiet „Moore und Wälder im Hochsolling, Hellental“ und das EU-Vogelschutzgebiet „Solling“

Das aus zwei Teilflächen bestehende Naturschutzgebiet liegt südöstlich von Holzminden innerhalb des Naturparks Solling-Vogler im Solling. Die nördliche Teilfläche liegt nördlich der Großen Blöße. Der Gedenkstein für Revierförster Dinter markiert einen Grenzpunkt an ihrem östlichen Rand. Nahe Ortschaften sind Silberborn im Südwesten, Hellental im Norden, Merxhausen und Mackensen im Nordosten sowie Sievershausen in östlicher Richtung.
Das Naturschutzgebiet grenzt im Westen an das Naturschutzgebiet „Moore und Wälder im Hochsolling, Hellental“ und ist ansonsten vom Landschaftsschutzgebiet „Solling“ umgeben. Es ist Bestandteil des FFH-Gebietes „Moore und Wälder im Hochsolling, Hellental“ und des EU-Vogelschutzgebietes „Solling“.

## Geschichte
Das 1938 ausgewiesene Naturschutzgebiet „Friedrichshäuser Bruch“ ging im neu ausgewiesenen Naturschutzgebiet auf. Außerdem ersetzte das Naturschutzgebiet im Geltungsbereich der Naturschutzverordnung das Landschaftsschutzgebiet „Solling“. Das Gebiet steht seit dem 15. Oktober 2020 unter Naturschutz. Zuständige untere Naturschutzbehörde ist der Landkreis Northeim.

## Beschreibung
Das Naturschutzgebiet mit dem Kennzeichen NSG BR 167 ist circa 862 Hektar groß. Es stellt großflächige Hainsimsen-Buchenwälder unter Schutz. Teile wie die Gebiete „Friedrichshäuser Bruch“ und „Winterlieth“ sind als Naturwälder ausgewiesen. Der 1972 ausgewiesene Naturwald Friedrichshäuser Bruch ist 26,2 Hektar groß, der 1994 ausgewiesene Naturwald Winterlieth ist 98,6 Hektar groß und gehört zu den größten Naturwäldern in Niedersachsen. In die Buchenwälder sind mit den Gebieten „Friedrichshäuser Bruch“, „Kükenbruch“ und „Appelhüttenborner Moor“ stellenweise Bruch- und Moorwaldkomplexe in Verbindung mit Nieder- und Übergangsmooren eingebettet. Kleinflächig sind Quellbereiche, Bäche und Stillgewässer sowie Auen- und Quellwälder zu finden. Zusammen mit dem angrenzenden Naturschutzgebiet „Moore und Wälder im Hochsolling, Hellental“ stellt es das bedeutendste Vorkommen von Hochmooren und Moorwäldern im Weser-Leine-Bergland und eines der größten Gebiete zur Repräsentanz der Hainsimsen-Buchenwälder in Niedersachsen dar.
Die Buchenwälder werden von der Rotbuche dominiert. Dazu gesellen sich Stiel- und Traubeneiche, Hängebirke, Eberesche und teilweise auch Bergahorn. In der Krautschicht siedeln Pillensegge, Drahtschmiele, Gewöhnlicher Dornfarn, Zweiblättrige Schattenblume, Waldsauerklee, Siebenstern, Pfeifengras, Weißliche Hainsimse und Schönes Widertonmoos. Weiterhin siedeln im Naturschutzgebiet Wildapfel, Keulenbärlapp, Sprossender Bärlapp, Kleines Zweiblatt und die Pilze Resupinater Birken-Feuerschwamm, Lundell’s Birken-Feuerschwamm, Laubholz-Harzporling, Orangefarbener Saftporling, Olivgelber Holzritterling, Flockenschneidiger Dachpilz und Buchen-Korallenstachelbart.
Bruch- und Sumpfwälder sind auf nassen bis morastigen Standorten ausgebildet. Dominierende Baumart ist hier die Moorbirke. In der Krautschicht siedeln unter anderem Pfeifengras, Hundsstraußgras, Wiesensegge, Scheidenwollgras, Heidelbeere, Rauschbeere und Moosbeere. Die Wälder verfügen über eine gut entwickelte Moosschicht beispielsweise mit Gewöhnlichem Frauenhaarmoos und sind torfmoosreich. So kommen hier Mittleres Torfmoos und Trügerisches Torfmoos vor. Auf baumfreien Standorten siedeln torfmoosreiche Seggen- und Wollgrasriede mit Wiesensegge, Grauer Segge, Igelsegge, Scheidenwollgras, Schmalblättrigem Wollgras und Gewöhnlicher Moosbeere.
Das Naturschutzgebiet ist Lebensraum unter anderem für Luchs, Wildkatze, Haselmaus, Siebenschläfer sowie verschiedene Fledermausarten wie Großes Mausohr, Zwergfledermaus, Rauhautfledermaus, Große und Kleine Bartfledermaus. Die Wälder beherbergen unter anderem Waldohreule, Sperlingskauz, Raufußkauz, Kuckuck und die Spechtarten Schwarz-, Grau- und Mittelspecht. Weiterhin sind im Naturschutzgebiet unter anderem Neuntöter, Raubwürger, Wiesenpieper und Feldschwirl heimisch. An Moortümpeln sind Große und Kleine Moosjungfer zu finden.
Die Wälder verfügen über einen hohen Alt- und Totholzanteil. Das Naturschutzgebiet ist vollständig von weiteren Waldgesellschaften umgeben.

## Renaturierung
Das im Südwesten des Naturschutzgebiets liegende Kükenbruch, das neben dem Mecklenbruch und dem Torfmoor zu den einzigen Hochmooren im Weserbergland zählt, wurde von 2013 bis 2015 renaturiert. Im Zuge der Renaturierung wurden in einem rund sieben Hektar großen Gebiet stockende Fichten entfernt und Flächen durch das Verschließen alter Entwässerungsgräben wiedervernässt.
Ein durch das Friedrichshäuser Bruch verlaufender Entwässerungsgraben wurde bereits 1973 weitgehend zugeschüttet. Durch das Gebiet umgebende Gräben wurde dieses aber weiter entwässert. Anfang des 21. Jahrhunderts wurden hier Wiedervernässungsmaßnahmen durchgeführt und beispielsweise im Herbst 2009 Grabensysteme verschlossen bzw. umgeleitet, um die Entwässerung des Gebietes zu verringern.